# Anita Ušacka
Anita Ušacka (født 26. april 1952 i Riga i Lettiske SSR) er en lettisk dommer og jurist, der har virket som dommer ved Letlands Forfatningsdomstol og Den Internationale Straffedomstol (ICC).
Ušacka begyndte sim karriere som juridisk akademiker ved Letlands Universitet i 1975. I 1996 blev hun udnævnt til en af de første dommere ved den nyoprettede forfatningsdomstol i Letland, hvor hun virkede som dommer i syv år. I 2003 valgte forsamlingen af deltagerstater i Den Internationale Straffedomstol Ušacka til dommer ved straffedomstolen. Hun blev genvalgt i 2006, og hendes niårige periode, som ikke kan forlænges, udløber i 2015. Hun er også medlem af Den Internationale Straffedomstols appelafdeling. Ušacka fik sin uddannelse ved Letlands Universitet, Moskvas statsuniversitet, University of Notre Dame og Max Planck Selskabet.